# Chicoasén
La città di Chicoasén è a capo dell'omonimo comune, nello stato del Chiapas, Messico. Conta 3 346 abitanti secondo le stime del censimento del 2005 e le sue coordinate sono 16°57'N 93°06'W.

Dal 1983, in seguito alla divisione del Sistema de Planeación, è ubicata nella regione economica I: CENTRO.

## Toponimia
In epoca preispanica il paese si chiamava Chicoasentepek, parola náhuatl che significa "sei posti o monti" dalle parole Chicoasén: "sei" e Tepek:"posto o monte"